# Silberhaargras
Silberhaargras (Imperata cylindrica) ist eine Pflanzenart und gehört zur Unterfamilie der Panicoideae innerhalb der Süßgräser (Poaceae). Kulturformen mit rot gefärbten Blättern werden unter den Namen Blutgras bzw. Japanisches Blutgras als Zierpflanzen kultiviert.

## Beschreibung

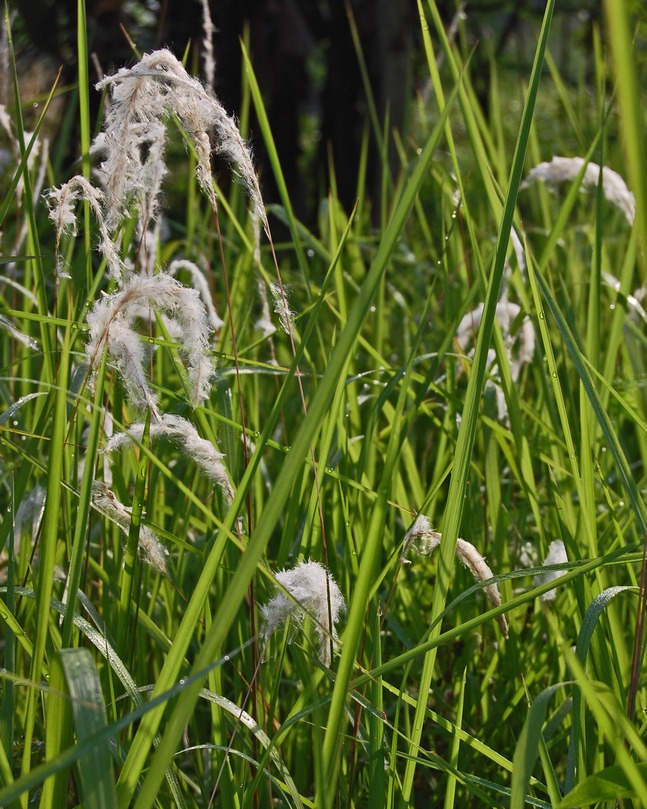
Blütenstände und Blattspreiten.

### Vegetative Merkmale
Imperata cylindrica wächst als ausdauernde krautige Pflanze und erreicht Wuchshöhen zwischen 25 Zentimeter und 1,2 Meter. Die robusten, schuppigen Rhizome breiten sich weit aus. Die Wurzeln reichen bis 1,2 Meter tief, in Sandböden nur bis 40 cm. Die einzeln oder zu mehreren zusammenstehenden Halme weisen einen Durchmesser von 1,5 bis 3 mm auf und besitzen ein bis vier Nodien (Knoten), die kahl oder gebärtet sind.
Die Laubblätter sind in Blattscheide und Blattspreite gegliedert. Die Blattscheiden sind kahl oder an den Rändern behaart und die an der Pflanzenbasis werden faserig. Die steif aufrechten, flachen oder eingerollten Blattspreiten sind 20 bis 100 cm lang und 0,8 bis 2 cm breit, die nahe der Basis sind 1 bis 3 cm breit. Die Spreitenbasis ist gerade oder verschmälert und die Spitze ist lang zugespitzt. Die scharfen Blattränder sind fein gezähnt und mit scharfen Silikat-Kristallen gespickt. Auf Grund ihrer scharfen Blattränder wird diese Art auch „Sword Grass“ (übersetzt „Schwertgras“) genannt. Die Hauptader des Blattes ist von hellerer Farbe als dessen Rest und liegt meist einer der Seiten näher. Die Oberseite des Blattes ist an der Basis meist mit Härchen besetzt, während die Unterseite kahl ist. Das Blatthäutchen (Ligula) ist 1 bis 2 mm lang.

### Generative Merkmale
Der schmal zylindrische, rispige Blütenstand ist 6 bis 20 cm lang und reichlich behaart und wirkt seidig weiß. Die Ährchen sind 2,5 bis 6 mm lang. Die Hüllspelze (Gluma) besitzt fünf bis neun Nerven und dreimal so lange seidige Haare wie ihre Länge. Die bewimperte untere Deckspelze ist eiförmig-lanzettlich und besitzt zwei Drittel der Länge wie die Hüllspelze; die gezähnte, bewimperte obere ist eiförmig und ist halb so lang wie die Hüllspelze. Die Vorspelze ist der Deckspelze ähnlich. Die zwei Staubbeutel sind 2 bis 4 mm lang. Die purpurfarben-schwarzen Narben sind lange haltbar und im seidig weißen Blütenstand sehr auffällig. Imperata cylindrica blüht und fruchtet zwischen April und August.
Die Chromosomenzahl beträgt 2n = 20. Das Silberhaargras ist eine C4-Pflanze und stellt ein bedeutendes Unkraut dar.

## Verbreitung
Imperata cylindrica ist beheimatet in Ost- und Südostasien, Indien, Mikronesien sowie im östlichen und südlichen Afrika. Oft findet es sich auf gestörten Standorten, wie z. B. Straßenrändern, Baustellen und Holzschlaggebieten, es kann aber auch feuchte und trockene Kiefernwälder besiedeln und bildet dann häufig dichte eintönige Bestände. Imperata cylindrica gilt in vielen Gebieten der Erde als aggressive invasive Pflanze. Das Gras steht auf der Liste der 100 of the World’s Worst Invasive Alien Species.

## Kultivierung und Nutzung

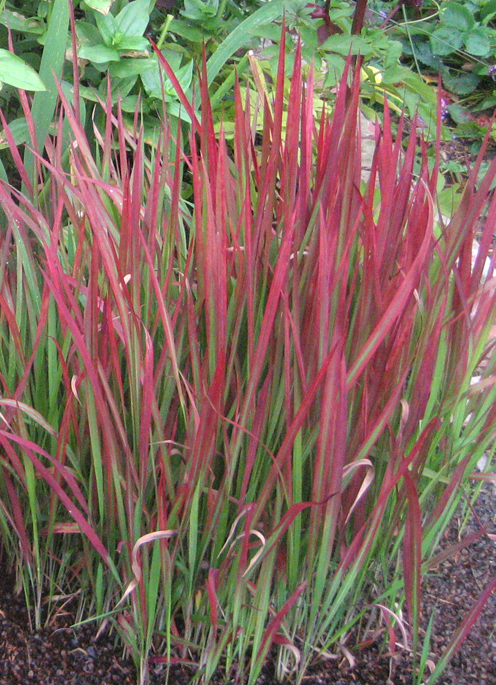
Japanisches Blutgras (Imperata cylindrica).

Sehr oft wird Imperata cylindrica angepflanzt, um seenahe und andere von Erosion bedrohte Böden zu stabilisieren. In den 1940er Jahren empfahl das US-amerikanische Landwirtschaftsministerium, Silberhaargras auf erosionsgefährdeten Böden anzubauen, obwohl das Gras kaum Nährwerte enthält und scharf genug ist, um Lippen und Zungen von Rindern zu verletzen. Heute gilt es in der Region als invasive Pflanze, die sich langsam vom Süden der USA nach Norden ausbreitet.
Silberhaargras wird für die Produktion von Papier und Matten oder Beuteln genutzt. In Papua-Neuguinea und Osttimor wird und im prähistorischen China wurde Imperata cylindrica zum Decken von Dächern verwendet.
Die Hauptnutzung von Imperata cylindrica liegt jedoch in der Medizin als Adstringens, Antipyretikum, Diuretikum und Alaunstift, die vor allem in der traditionellen chinesischen Medizin eingesetzt werden.

## Ökologie
Imperata cylindrica kann sich leicht entzünden, selbst wenn es augenscheinlich „grün“ ist. Die Blüte erfolgt vor den Feuern. Rhizome und Samen überstehen die Feuer. Nach den Feuern werden die Samen über weite Strecken durch den Wind verbreitet.

## Namen
Einige Trivialnamen in unterschiedlichen Sprachen sind: Englisch: Cogon grass, Kunai grass, Sword Grass oder Blady Grass; Französisch: paillote; Spanisch: cisca; Indonesisch: alang-alang; Malaiisch: lalang; Thai: (หญ้า)คา; Vietnamesisch: cỏ tranh.

## Systematik
Diese Art wurde 1759 als Lagurus cylindricus durch Carl von Linné in Systema Naturae, zweite Auflage, 2, S. 878 erstveröffentlicht. In die Gattung Imperata wurde diese Art 1797 durch Ernst Adolf Räuschel: Nomenclator Botanicus, dritte Auflage, 3, S. 10 gestellt, diese Veröffentlichung ist aber ungültig; die gültige Veröffentlichung stammt von Ambroise Marie François Joseph Palisot de Beauvois in Ess. Agrostogr., 8, 1812, 165, 177, t. 5, fig. 1. Weitere Synonyme für Imperata cylindrica (L.) Raeuschel sind: Imperata allang Jungh., Imperata arundinacea Cyr., Imperata filifolia Nees ex Steud., Imperata koenigii var. major Nees, Lagurus cylindricus L., Saccharum cylindricum (L.) Lam., Saccharum koenigii Retz., Saccharum thunbergii Retz. Die Gattung Imperata Cirillo gehört zur Tribus Andropogoneae in der Unterfamilie Panicoideae innerhalb der Familie Poaceae.
Meist werden drei gültige Imperata cylindrica-Varietäten aufgelistet:
- Imperata cylindrica (L.) Raeuschel var. cylindrica: Die Blattspreiten sind eingerollt. Sie kommt im Mittelmeerraum und in Vorderasien vor.
- Imperata cylindrica var. africana (Andersson) C.E.Hubb.: Die Blattspreiten sind flach und die Ährchen sind 3 bis 5,7 (durchschnittlich 4,5) mm lang. Die Heimat ist Afrika.
- Imperata cylindrica var. major (Nees) C.E.Hubb.: Die Blattspreiten sind flach und die Ährchen sind 2,5 bis 43 (durchschnittlich 33) mm lang. Sie ist im tropischen Asien und Australasien, vielleicht auch in Teilen des tropischen Ostafrika beheimatet.